# روبنس فادینی
روبنس فادینی (انگلیسی: Rubens Fadini; ۱۰ ژوئن ۱۹۲۷ – ۴ مهٔ ۱۹۴۹) بازیکن فوتبال اهل ایتالیا بود.
از باشگاه‌هایی که در آن بازی کرده‌است می‌توان به باشگاه فوتبال تورینو اشاره کرد.